# اسدالله غفارزاده
اسدالله غفارزاده (متولد ۱۸۷۶ در اردبیل) روزنامه‌نگار و عضو سابق حزب سوسیال دموکرات، اولین دبیر نخستین حزب کمونیست ایرانی با نام حزب عدالت(۱۲۹۶)، اولین دبیر حزب کمونیست ایران.
او مانند بسیاری از دانش آموختگان دارالفنون در طول دهه‌های بعد در تاریخ و فرهنگ ایران اثرگذار بود.
غفارزاده یک بار در هنگام سخنرانی در یک کنگرهٔ حزبی مورد سوءقصد قرار گرفت، اما جان سالم به در برد.